# 埃德加·格罗斯皮龙

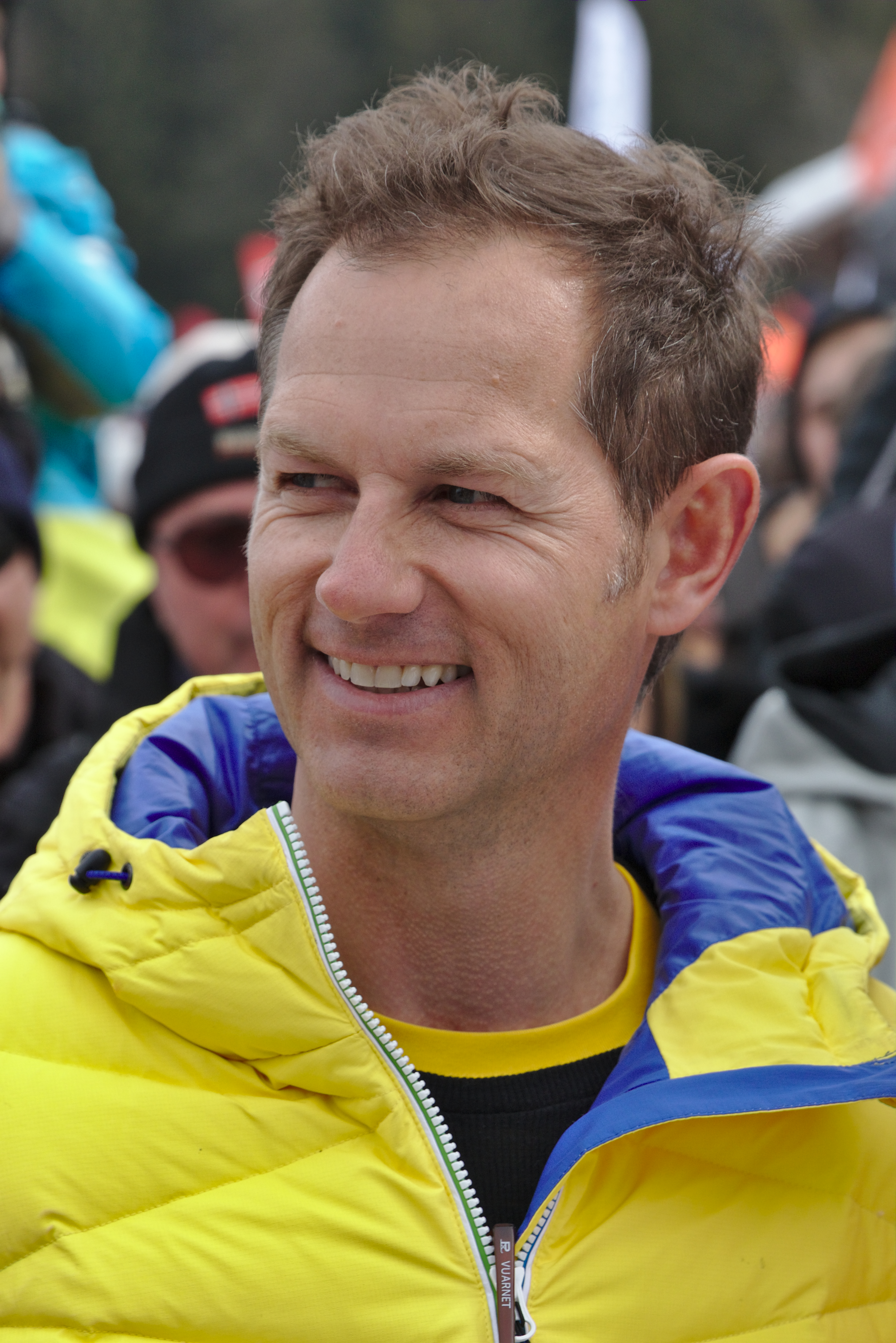
埃德加·格罗斯皮龙

埃德加·格罗斯皮龙（法語：Edgar Grospiron，1969年3月17日—），法国男子自由式滑雪运动员。他曾代表法国参加1988年、1992年和1994年冬季奥林匹克运动会自由式滑雪比赛，共获得一枚金牌和一枚铜牌。